# Айрон (округ, Мичиган)
А́йрон (англ. Iron County) — округ в штате Мичиган, США. Официально образован в 1885 году. По состоянию на 2010 год, численность населения составляла 11 817 человека.

## География
По данным Бюро переписи США, общая площадь округа равняется 3 137,037 км2, из которых 3 020,332 км2 суша и 45,060 км2 или 3,72 % это водоёмы.

## Население
По данным переписи населения 2010 года в округе проживает 11 817 жителей в составе 5577 домашних хозяйств и 3284 семей. Плотность населения составляет 4,00 человек на км2. На территории округа насчитывается 9197 жилых строений, при плотности застройки около 3,00-ти строений на км2. Расовый состав населения: белые — 97,1 %, афроамериканцы — 0,9 %, коренные американцы (индейцы) — 0,3 %, азиаты — 0,1 %, представители других рас — 0,2 %, представители двух или более рас — 1,4 %. Испаноязычные составляли 1,4 % населения независимо от расы.
В составе 18,1 % из общего числа домашних хозяйств проживают дети в возрасте до 18 лет, 46,6 % домашних хозяйств представляют собой супружеские пары проживающие вместе, 8,3 % домашних хозяйств представляют собой одиноких женщин без супруга, 41,1 % домашних хозяйств не имеют отношения к семьям, 36,8 % домашних хозяйств состоят из одного человека, 19,1 % домашних хозяйств состоят из престарелых (65 лет и старше), проживающих в одиночестве. Средний размер домашнего хозяйства составляет 2,06 человека, и средний размер семьи 2,65 человека.
Возрастной состав округа: 17,1 % моложе 18 лет, 5,4 % от 18 до 24, 17,2 % от 25 до 44, 34,1 % от 45 до 64 и 34,1 % от 65 и старше. Средний возраст жителя округа 51,9 лет.
Средний доход на домохозяйство в округе составлял 35 390 USD, на семью — 46 337 USD. Доход на душу населения составлял 20 099 USD. Около 6,5 % семей и 11,7 % общего населения находились ниже черты бедности, в том числе — 18 % молодежи (тех, кому ещё не исполнилось 18 лет) и 8,8 % тех, кому было уже больше 65 лет.